# Liberala studenter
Liberala studenter (LS) är ett nätverk inom Liberala ungdomsförbundet. Nätverket bildades efter att det tidigare fristående Liberala studentförbundet (LSF) lades ned 1995. 
LS består av ett antal lokalklubbar - bland annat i Göteborg, Skåne, Umeå, Stockholm, Uppsala och Växjö samt en riksstyrelse på nationellt plan.

## Historia
1947 bildades Sveriges liberala studentförbund (SLS), som ett riksförbund för sedan tidigare existerande lokala liberala studentklubbar bland annat från Stockholm, Uppsala, Lund och Göteborg. Under de första verksamhetsåren deltog SLS i internationellt arbete inom bland annat World Federation of Liberal and Radical Youth (WFLRY, idag IFLRY), som också bildats 1947. Viktiga frågor som förbundet drev under 1950-talet var studiefinansiering och studentdemokrati.
Under 1960-talet gav förbundet ut ett antal skrifter om olika politiska frågor i serien Fakta och Åsikt, till exempel om jordbrukspolitik, Europa och stadsbyggnadsfrågor. Förbundets hållning var intellektuellt resonerande, med en kritisk hållning gentemot ideologisk dogmatism. Författaren Herbert Tingsten var en viktig inspirationskälla.

### Liberala förbundet: radikalisering och socialism
Mot slutet av 1960-talet bytte förbundet namn till Liberala förbundet och började förflytta sig vänsterut och radikaliserades samtidigt, i takt med att mycket av samhällsdebatten gick åt samma håll. Mellan 1969 och 1972 började förbundets kontakter med folkpartiet brytas och liberalismen lämnas, och man började utvecklas i socialistisk riktning i allt snabbare takt. Förbundet tog alltmer intryck av syndikalism, större tilltro fästes till den ekonomiska planeringens möjligheter och kritiken mot folkpartiet, borgerligheten och USA blev starkare. Förbundet bytte namn till först Frihetlig Vänster 1972 och sedan till Frihetliga Socialisters Förbund senare samma år. 1973 bildades en alternativ organisation, Liberalt studentforum, som 1974 bytte namn till Liberala studentförbundet (LSF).

### Liberala studentförbundet (LSF)
1973 bildas Liberalt studentforum med Håkan Holmberg som ordförande, som året därpå bytte namn till Liberala studentförbundet och blev ett politiskt studentförbund vid universitet och högskolor mellan 1974 och 1995. Peter Honeth var det nya studentförbundets förste ordförande.
Under 1970- och 1980-talen arbetade förbundet mycket med högskolefrågor och internationella frågor. Det främsta fokuset för förbundet låg på arbete i studentkårerna och studentkårspolitiken, men även på internationella demokratifrågor och ekonomisk politik. Lokalföreningar fanns på ett tiotal orter i Sverige.

### LSF blir en del av Liberala ungdomsförbundet
1995 upplöstes LSF som självständigt förbund och övergick till att bli ett studentnätverk inom Liberala ungdomsförbundet. På senare år har LS drivit frågor som kårobligatoriets och fribeloppstakets (det senare gällande studiestöd) avskaffande, kvalitetssatsningar i högskolan och arbetsmarknadsreformer.
1948-1972 utgav förbundet tidskriften Liberal Debatt, som numera utges av en fristående stiftelse.
I december 2007 utgavs jubileumsboken 60 år av radikalism om studentförbundets och det nuvarande nätverkets historia, författad av Patrick Krassén och Erik List. Under 2024 lanserades samma bok med tilläggen om de 15 senare åren av nätverkets historia med namnet 75 år av radikalism, författad av Patrick Krassén, Erik List och Viktor Janrik.

## Ledning
| År   | Ordförande            | Vice ordförande   | Andre vice ordförande |
| ---- | --------------------- | ----------------- | --------------------- |
| 2000 | Stina Morian          | Rickard Ydrenäs   |                       |
| 2001 | Stina Morian          | Fredric Skälstad  |                       |
| 2002 | Fredric Skälstad      | Maria Weimer      |                       |
| 2003 | Johan Britz           | Hanna Hellquist   | Mats Bergman          |
| 2004 | Johan Britz           | Hanna Hellquist   | David Salsbäck        |
| 2005 | Johan Skarendahl      | Karin Svanborg    | Emelie Lindqvist      |
| 2006 | Peter Giesecke        | Lisa Elvingsson   | Erica Pizzignacco     |
| 2007 | Peter Giesecke        | Anna Neuman       | Andrei Muntmark       |
| 2007 | Pär Gustafsson        | Daniel Andersson  | Isabel Sommerfeld     |
| 2009 | Pär Gustafsson        | Isabel Sommerfeld | Patrick Krassén       |
| 2010 | Pär Gustafsson        | Hedwig Kastenholm | Christian Krekula     |
| 2010 | Christina Englén      | Hedwig Kastenholm | -                     |
| 2011 | Karl Axelsson         | Benny Lindholm    | -                     |
| 2012 | Benny Lindholm        | Hanna Håkansson   | -                     |
| 2013 | Benny Lindholm        | Hanna Håkansson   | -                     |
| 2014 | Hanna Håkanson        | Sabine Pettersson | -                     |
| 2015 | Sabine Pettersson     | Henrik Bengtsson  | -                     |
| 2016 | Sabine Pettersson     | Henrik Bengtsson  |                       |
| 2017 | Natalia Rylander      | Ida Arnstedt      |                       |
| 2018 | Anton Johansson       | Ida Arnstedt      | Christoffer Heimbrand |
| 2019 | Christoffer Heimbrand | Emma Bjarnevik    | Willhelm Sundman      |
| 2020 | Christoffer Heimbrand | Willhelm Sundman  | Viktor Janrik         |
| 2021 | Christoffer Heimbrand | Viktor Janrik     | Elin Oskarsson        |
| 2022 | Christoffer Heimbrand | Viktor Janrik     | Elin Oskarsson        |
| 2023 | Hannes Snabb          | Viktor Janrik     | Elin Oskarsson        |
| 2024 | Hannes Snabb          | Josefin Fällgren  | Tobias Korall         |
| 2024 | Hannes Snabb          | Maria Wennberg    | Victoria Brorsson     |
| 2025 | Emil Carlsson         | Anna Aronsson     | Hannes Wahrolén       |